# Cortenais
Le Cortenais est une région naturelle de France située dans le centre de la Corse, autour de la ville de Corte.

## Géographie

### Situation
Le Cortenais est situé au centre de la Corse et fait partie de la circonscription départementale de la Haute-Corse. Corte, la métropole locale, est sise à la confluence des vallées encaissées du Tavignano et de la Restonica et y occupe une position centrale.

### Relief
Corte, cité historique et universitaire, est la métropole microrégionale, située à la confluence des vallées encaissées du fleuve Tavignano et de son affluent, la Restonica.
Les villages du Cortenais occupent majoritairement la dépression centrale de l'île, reliant les cours du Golo et du Tavignano.
Le Cortenais est barré à l'ouest par la dorsale granitique corse avec ses plus hauts sommets (Monte Rotondo, Monte d'Oro et Monte Renoso) et au nord-est par la dorsale alpine schisteuse (Monte San Petrone et Punta di Caldane).
Les reliefs occidentaux, abrupts et accidentés, soumis à un enneigement régulier et couverts de forêts de pins dominés en altitude par le pin laricio. L'Est du Cortenais présente quant à lui de hautes collines dénudées et recouvertes d’une végétation basse et sèche s'infléchissant graduellement vers la plaine d'Aléria. 
L'altitude du territoire très accidenté du Cortenais varie entre 2 706 mètres au Monte Cinto, point culminant de l'île, et quelque 15 mètres d'altitude dans la plaine d'Antisanti.

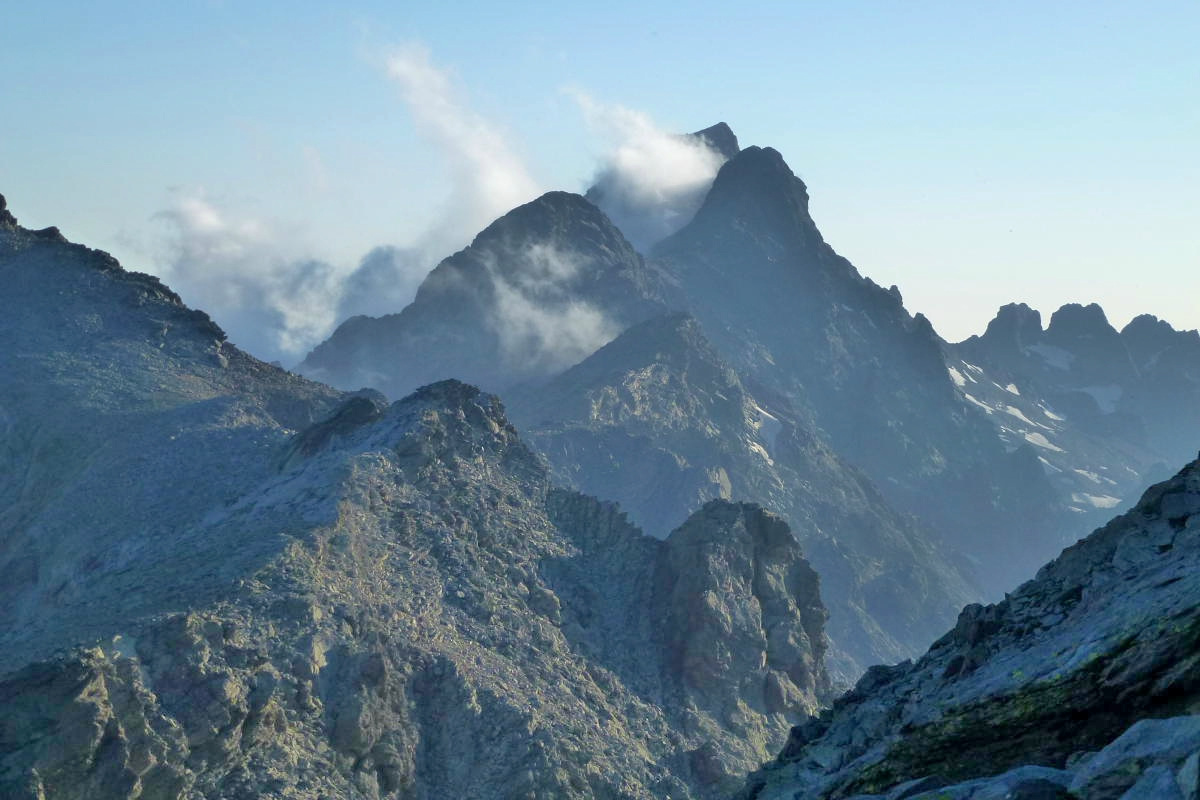
Monte Cinto.
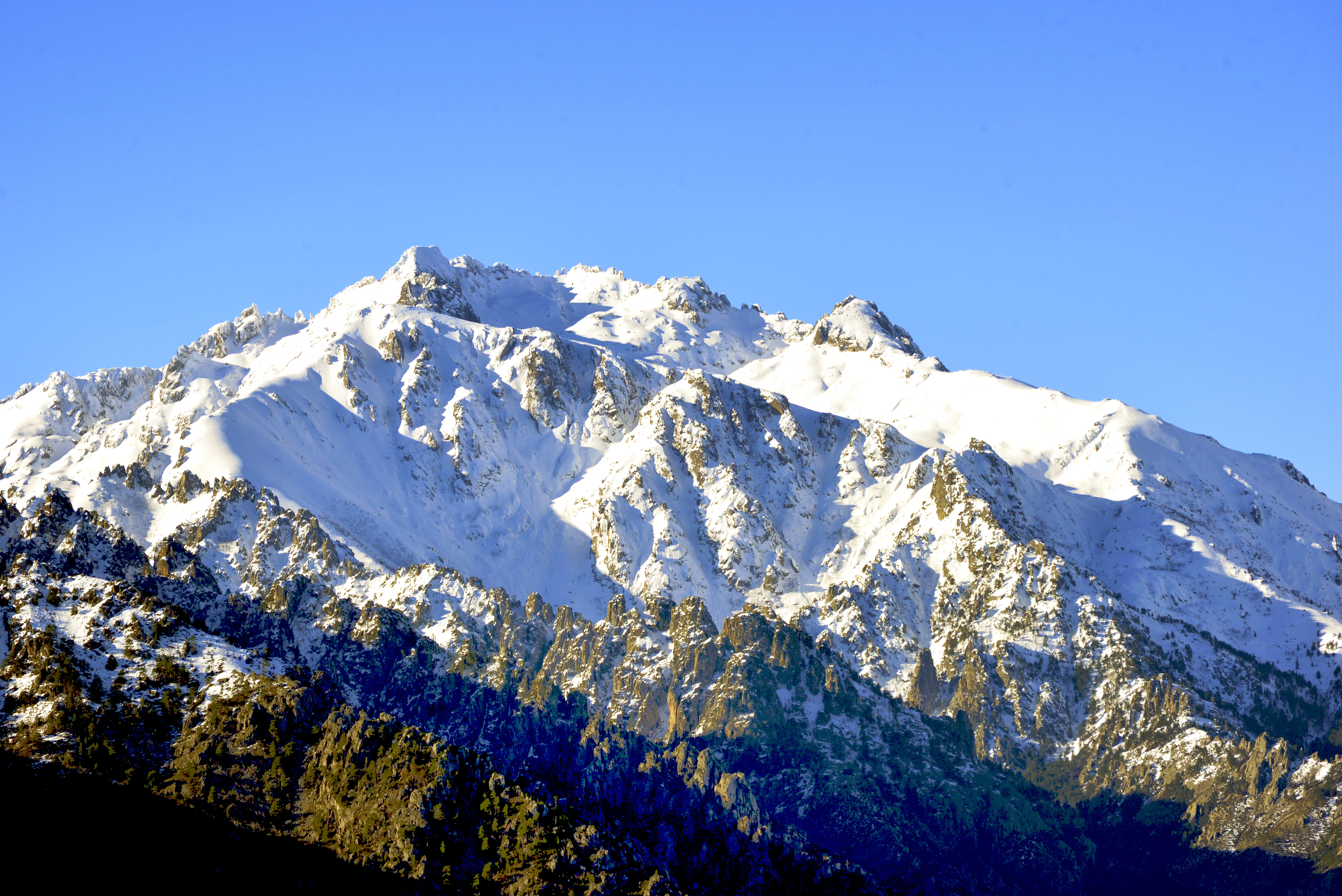
Monte Rotondo.
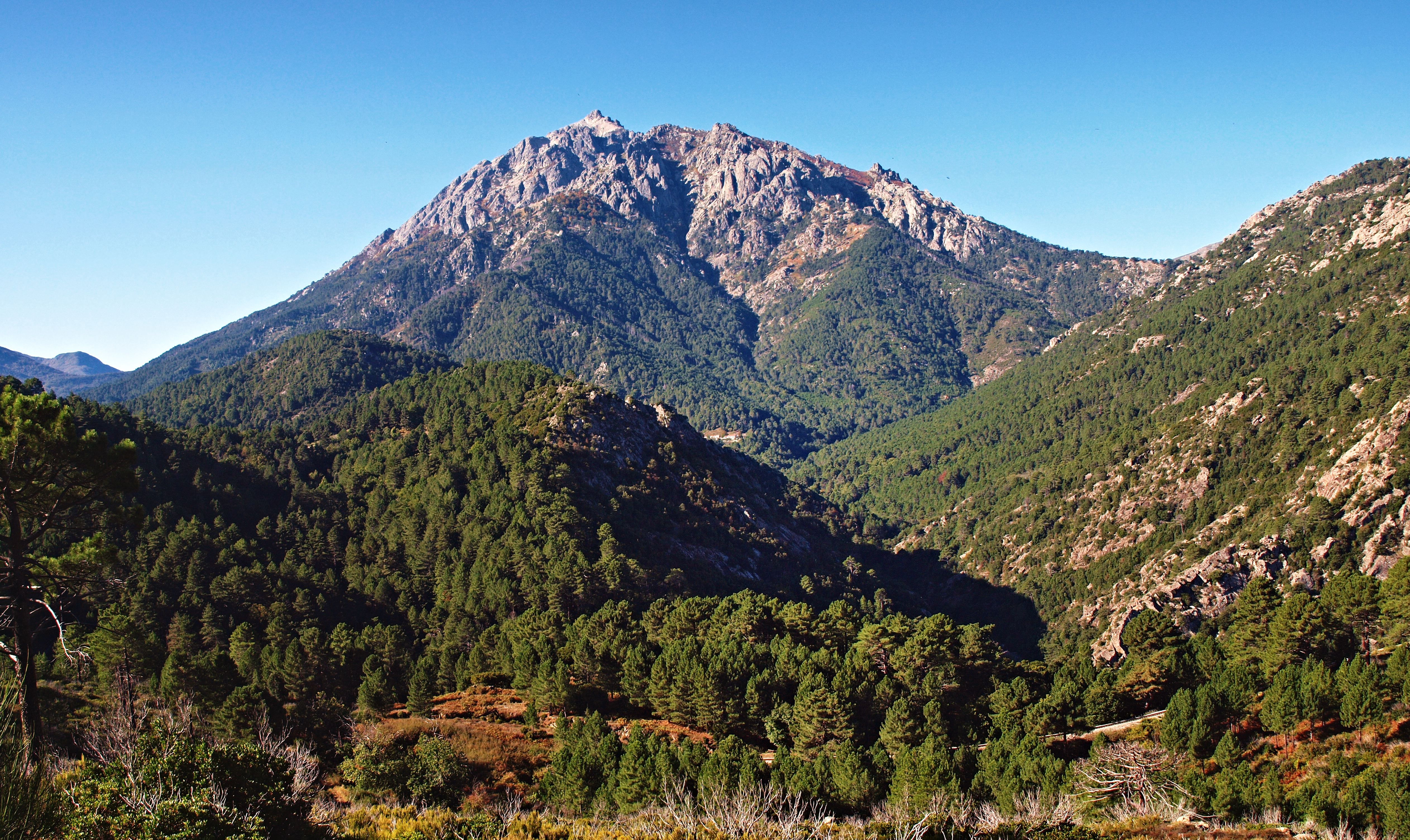
Monte d'Oro.
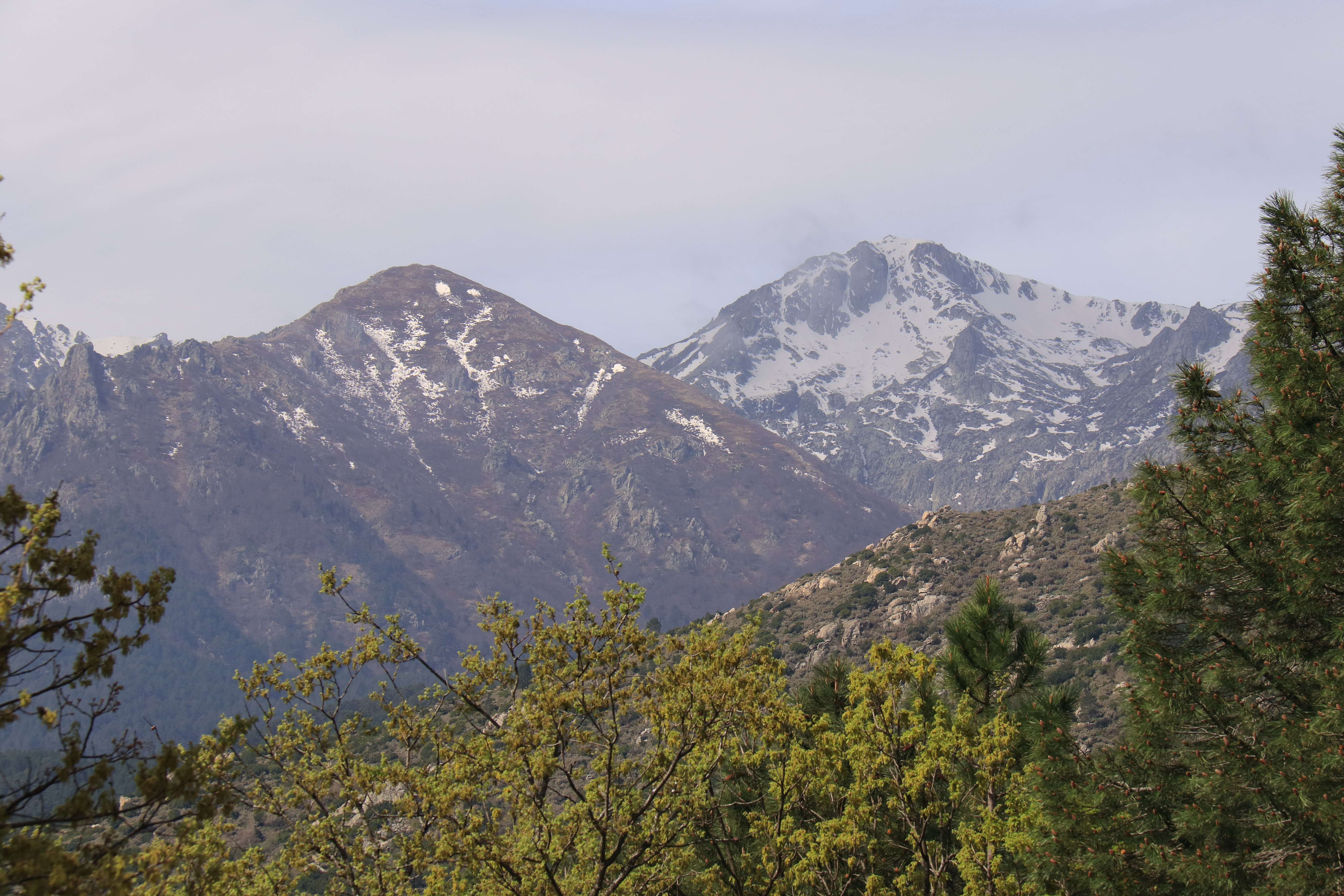
Monte Renoso.
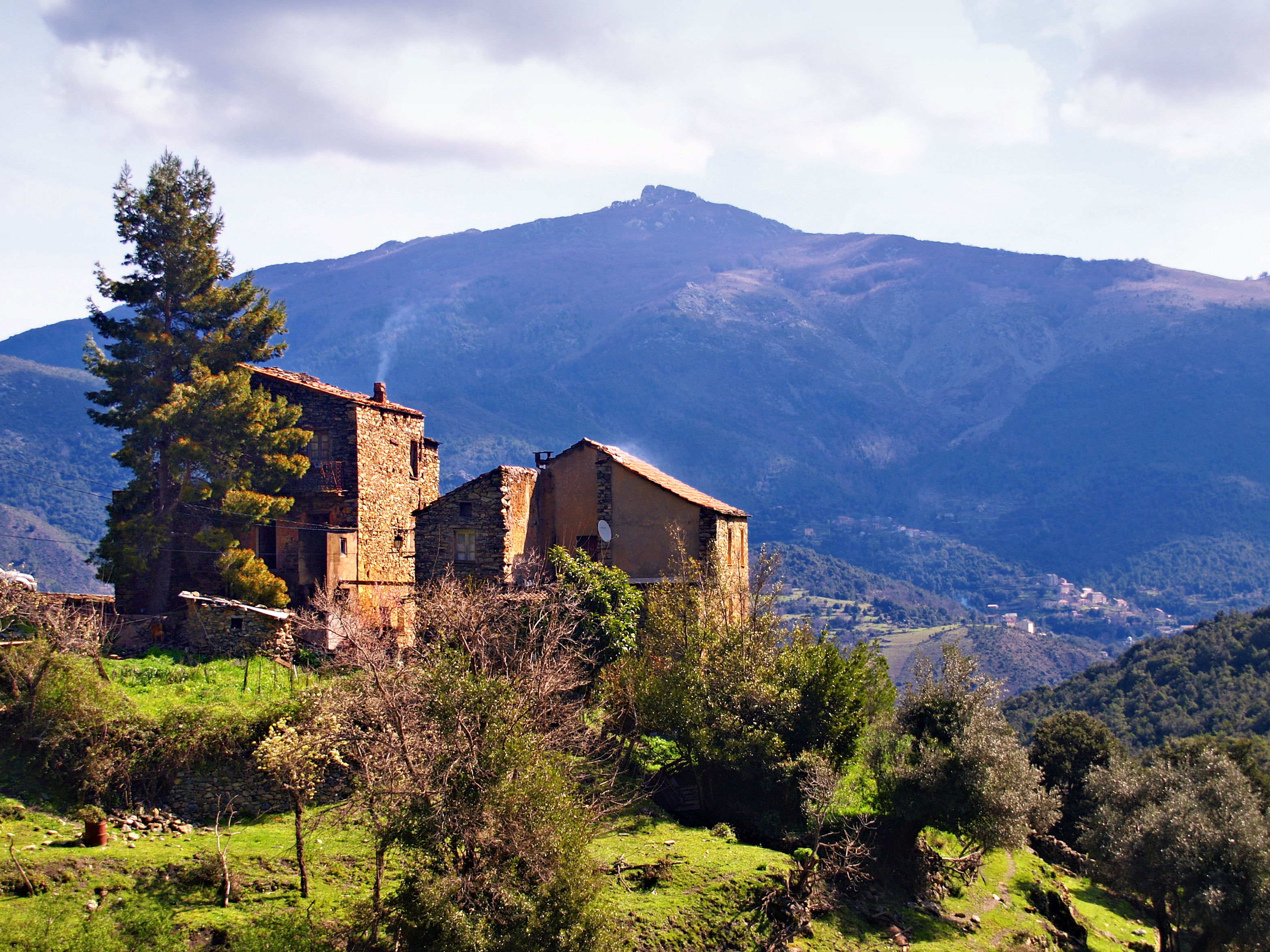
Monte San Petrone.

### Accès

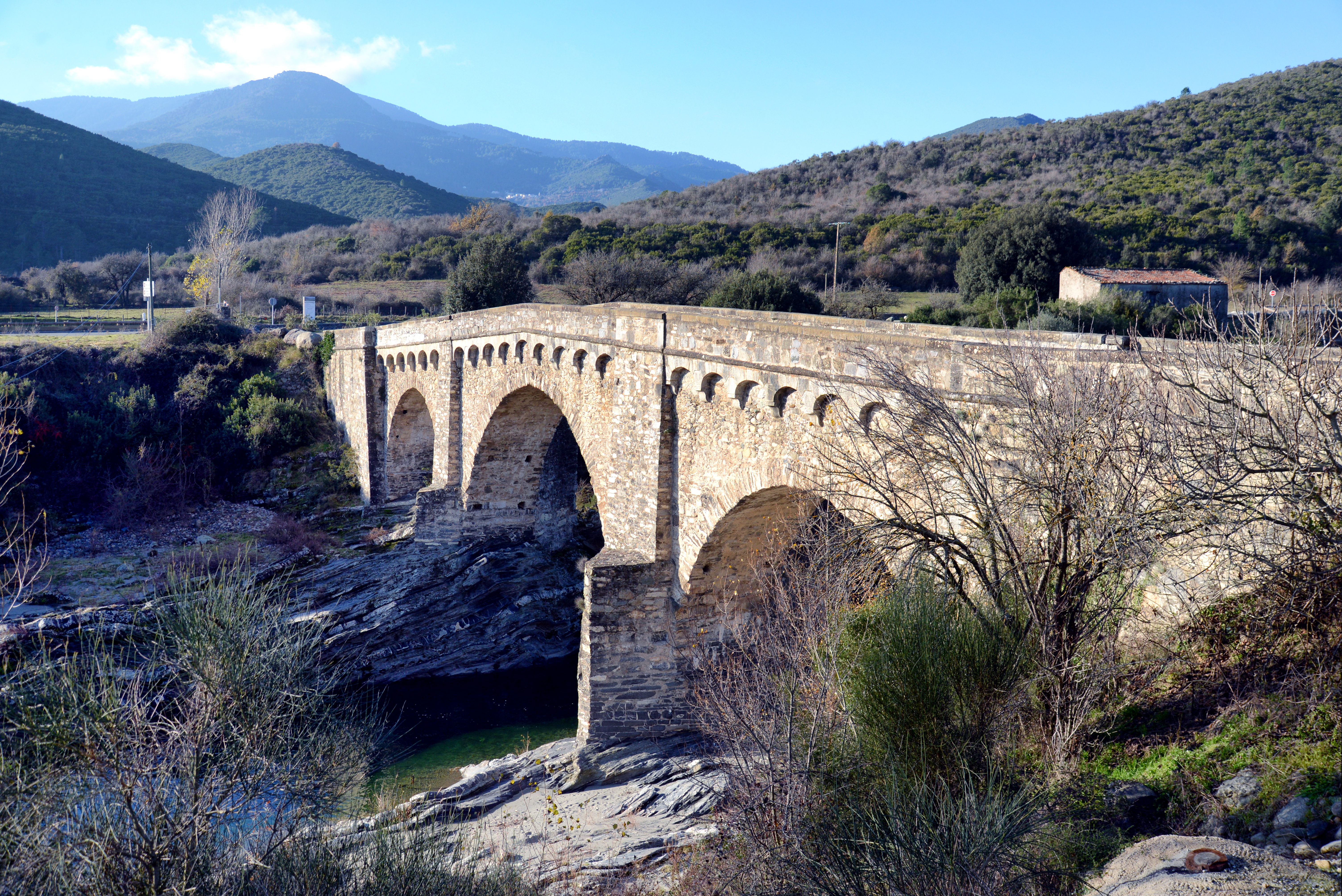
Vue du pont de Larice sur le Tavignano à Altiani (Rogna).

#### Accès routiers
Plusieurs voies permettent d'entrer dans le Cortenais, les principales étant :
- RT 20 (ex-RN 193), axe majeur de l'île reliant les deux métropoles Ajaccio et Bastia, traversant le secteur depuis Piedigriggio au nord jusqu'au col de Vizzavona au sud ;
- RT 50 (ex-RN 200), reliant Aléria à Corte ;
- RD 84 (ex-RN 195 reliant Corte à Vico), traversant le Niolo depuis le col de Vergio à l'ouest et rejoignant la RT 20 à Francardo ;
- RD 69 (ex-RN 194 reliant Corte à Sartène), ralliant Ghisoni puis la RT 20 à Vivario depuis le col de Verde au sud.

#### Accès ferroviaires
Le Cortenais est desservi par la ligne de Bastia à Ajaccio des chemins de fer de Corse, avec de nombreuses gares et haltes : Francardo, Soveria, Corte, Poggio-Riventosa, Venaco, Vivario, Camping Savaggio, Tattone et Vizzavona.

### Hydrologie
Le Cortenais comprend les moyennes et hautes vallées du Golo, du Tavignano et du Fiumorbo ainsi que celles de leurs principaux affluents (Casaluna, Restonica, Vecchio et Tagnone notamment).

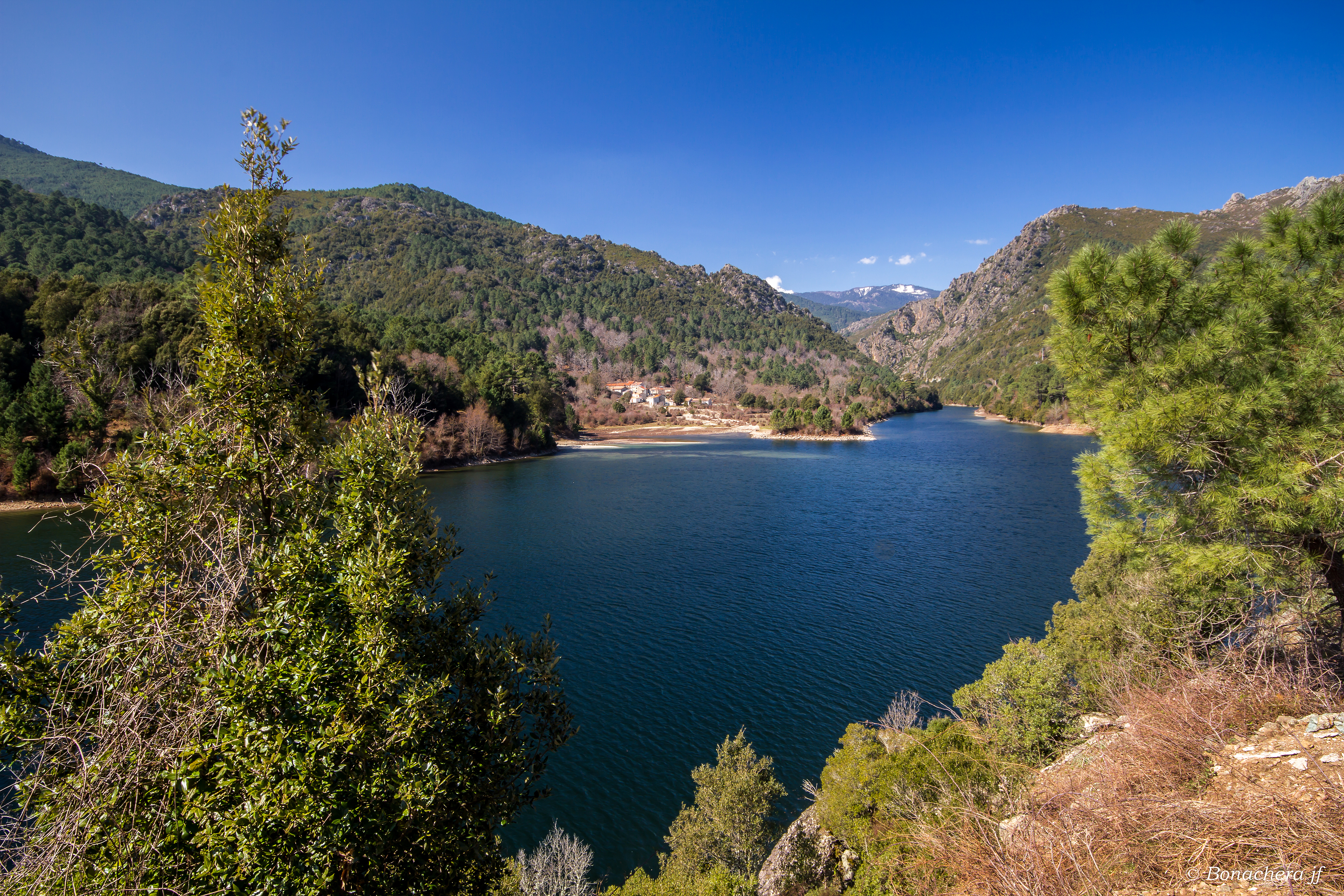
Le Fiumorbo au lac de Sampolo.
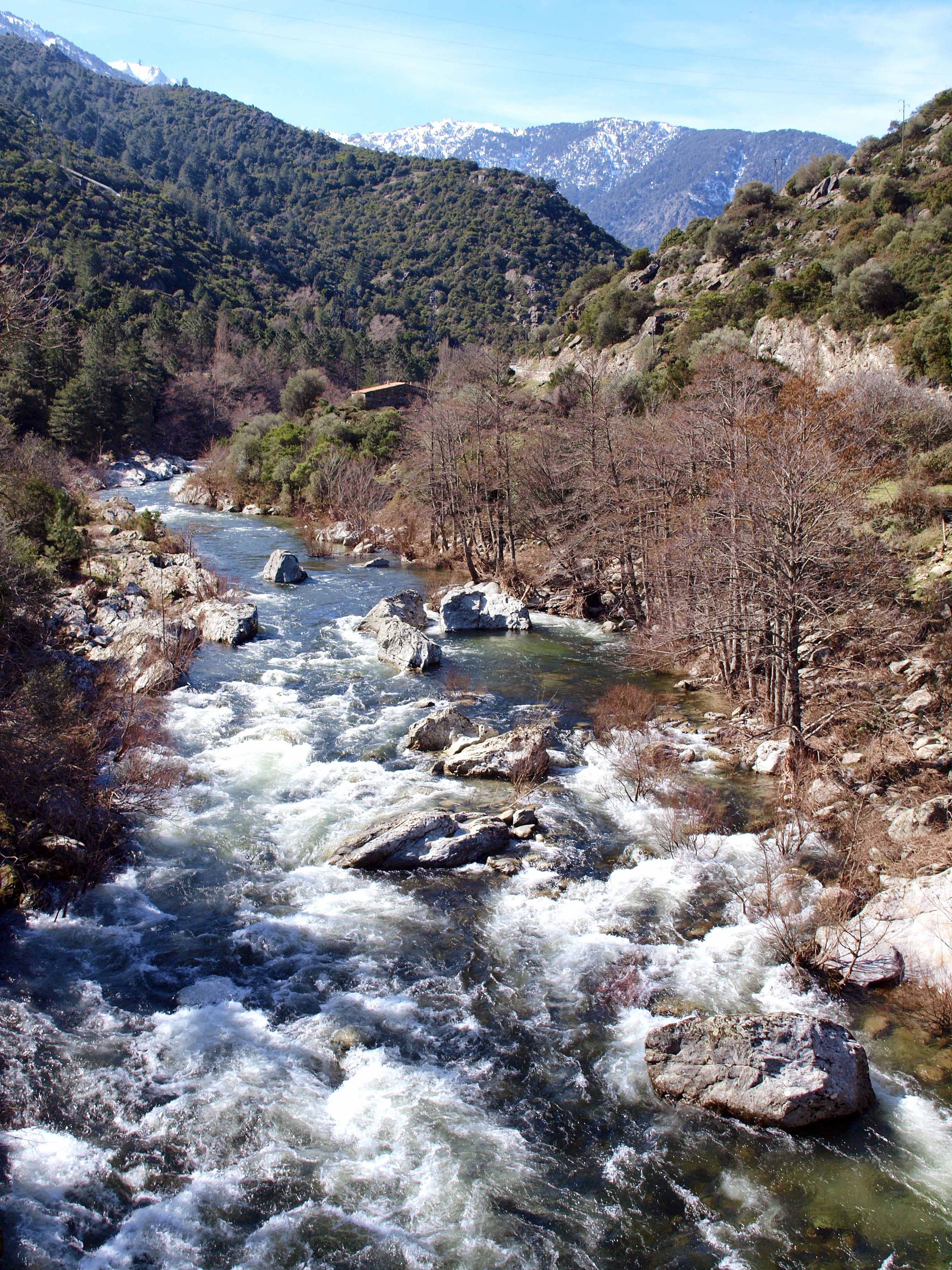
Le Golo à Castirla.
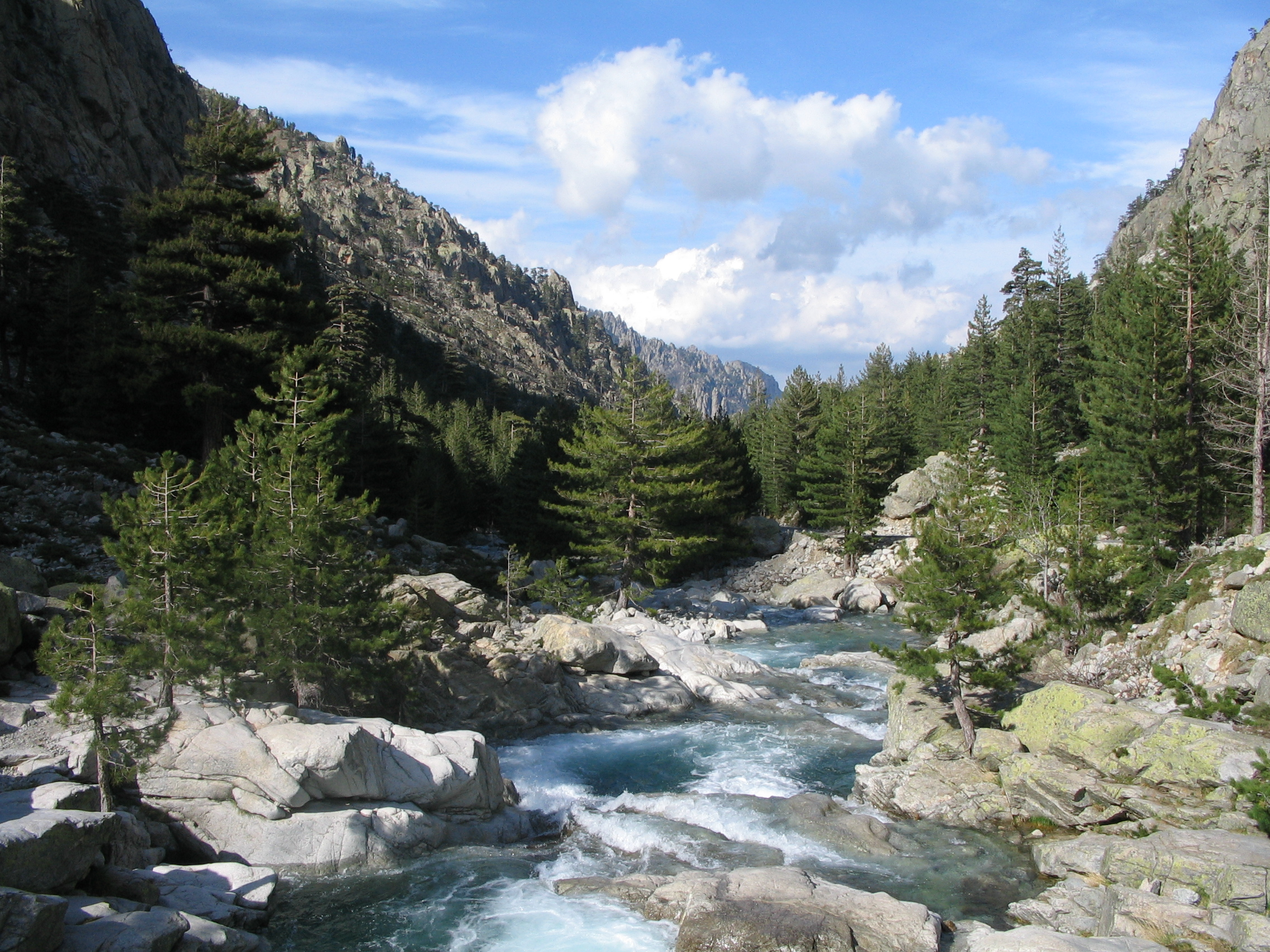
Gorges de la Restonica.
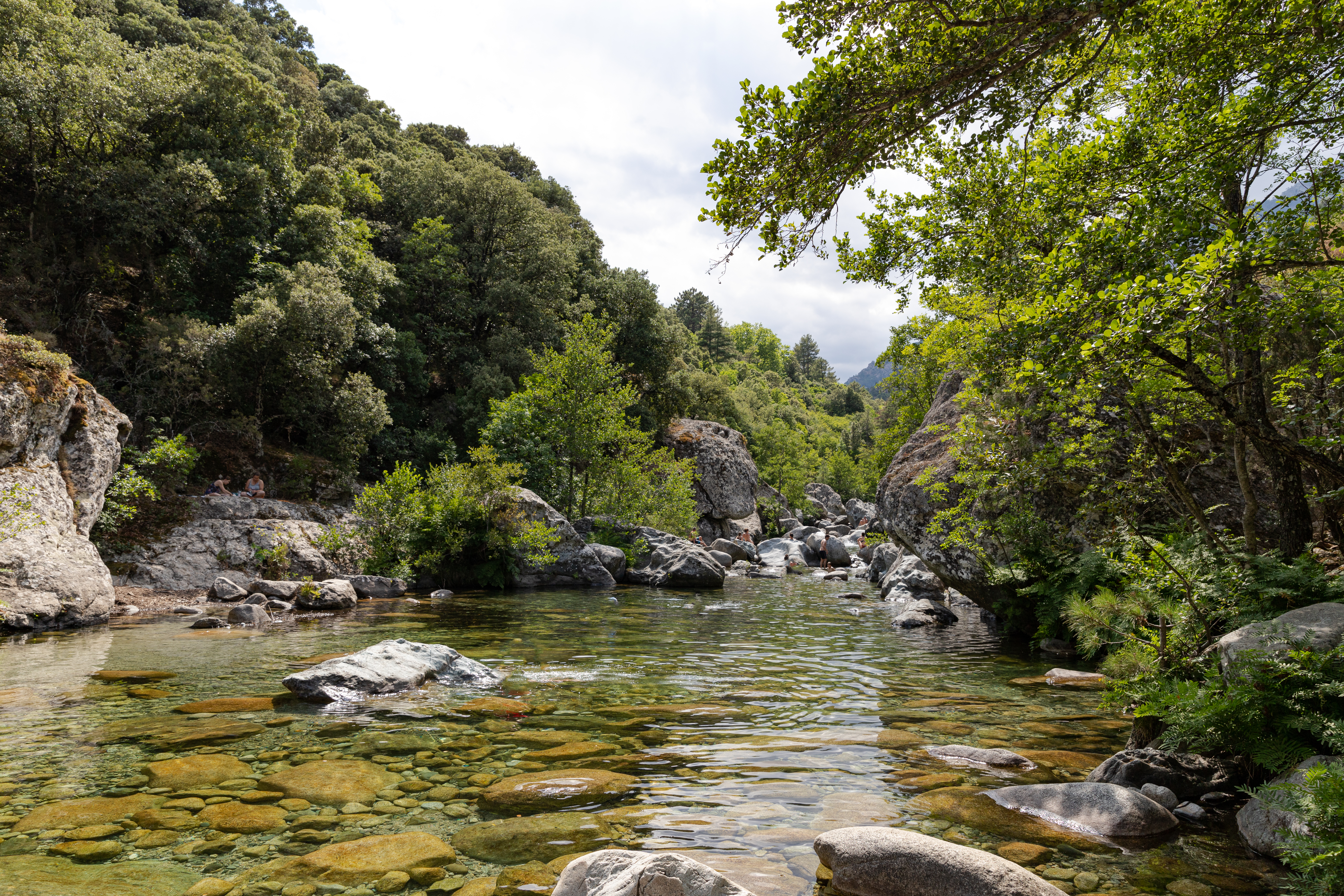
Le Tavignano en amont de Corte.
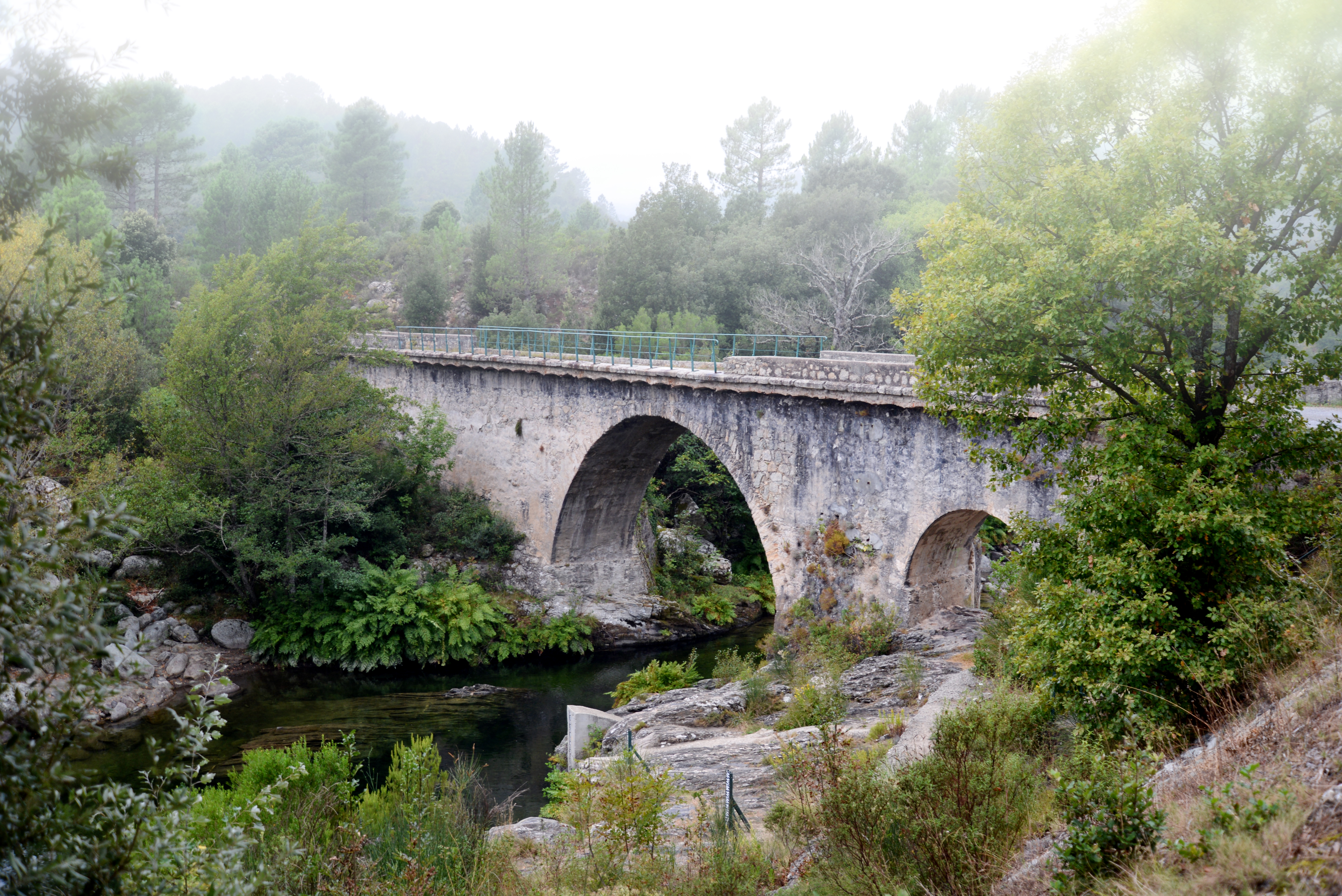
Le Vecchio au pont de Noceta.

## Composition

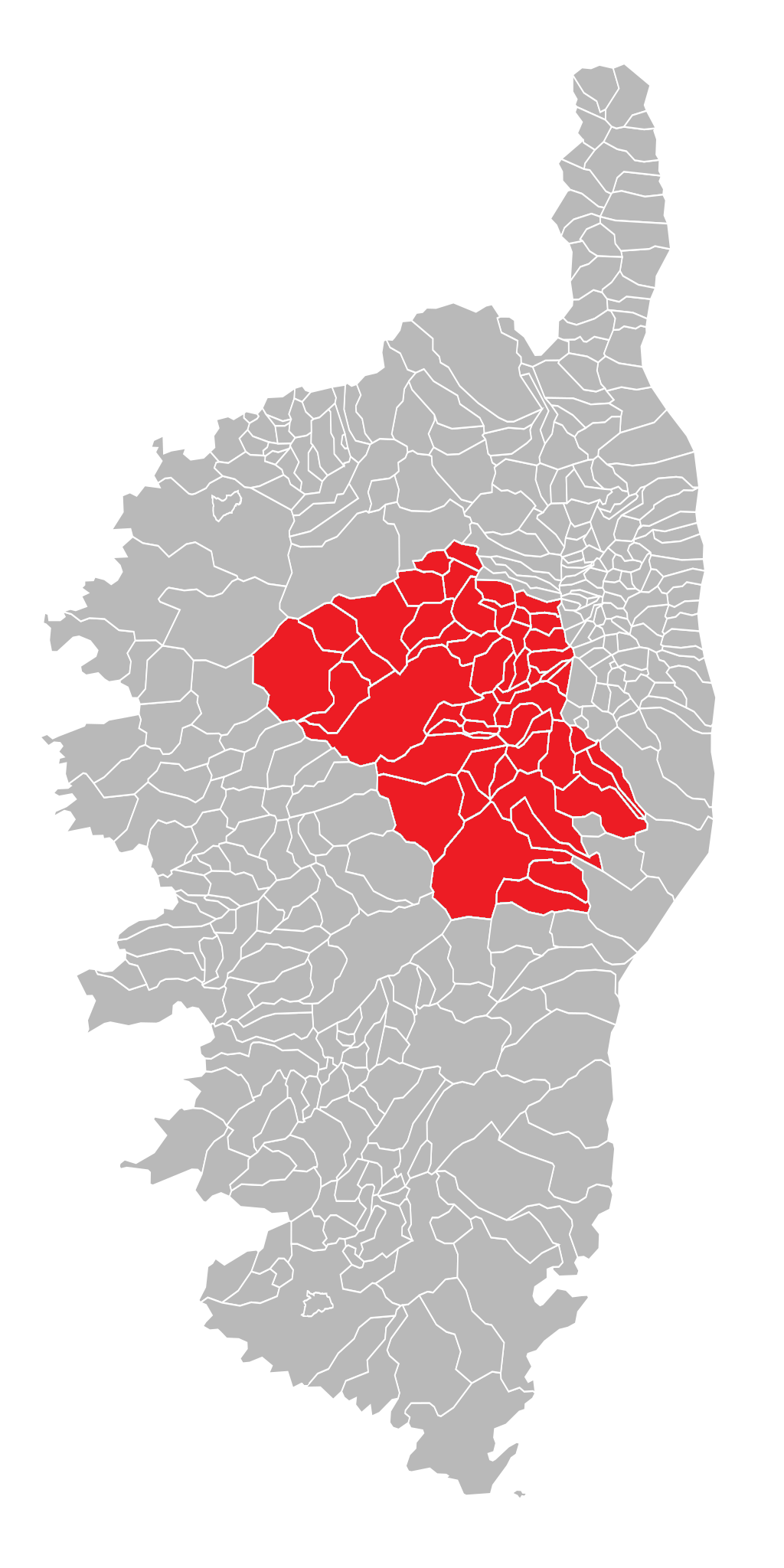
Carte des communes du Cortenais.

Le Cortenais, dans son acception large qui recouvre le territoire de l'ancienne province génoise de Corte et correspond à la partie occidentale de l'ancien diocèse d'Aléria, comprend les anciennes pièves et les communes suivantes :
| Piève       | Commune |
| ----------- | --- |
| Bozio       | Alando ; Alzi ; Arbitro* ; Bustanico ; Castellare-di-Mercurio ; Favalello ; Mazzola ; Piedicorte-di-Bozio* ; Rebbia* ; Sermano. |
| Castello    | Ghisoni ; Lugo-di-Nazza ; Pietroso ; Poggio-di-Nazza ; Vezzani.                                                                 |
| Giovellina  | Castiglione ; Piedigriggio ; Popolasca ; Prato-di-Giovellina.                                                                   |
| Niolo       | Albertacce ; Calacuccia ; Casamaccioli ; Corscia ; Lozzi.                                                                       |
| Rogna       | Altiani ; Antisanti ; Erbajolo ; Focicchia ; Giuncaggio ; Pancheraccia ; Piedicorte-di-Gaggio ; Pietraserena.                   |
| Talcini     | Castirla ; Corte ; Omessa ; Santa-Lucia-di-Mercurio ; Soveria ; Tralonca.                                                       |
| Vallerustie | Aiti ; Cambia ; Carticasi ; Érone ; Lano ; Rusio ; San-Lorenzo.                                                                 |
| Venaco      | Campovecchio* ; Casanova ; Lugo-di-Venaco* ; Poggio-di-Venaco ; Riventosa ; Santo-Pietro-di-Venaco ; Serraggio*.                |
| Vivario     | Gatti-di-Vivario*, Muracciole ; Noceta ; Rospigliani.                                                                           |

Les communes d'Arbitro, Rebbia et Piedicorte-di-Bozio fusionnèrent en 1857 pour former la commune de Sant'Andréa-di-Bozio. Les communes de Campovecchio, Lugo-di-Venaco et Serraggio fusionnèrent en deux étapes en 1850 et 1874 pour former la commune de Venaco. La commune de Gatti-di-Vivario prit en 1920 son nom actuel de Vivario.

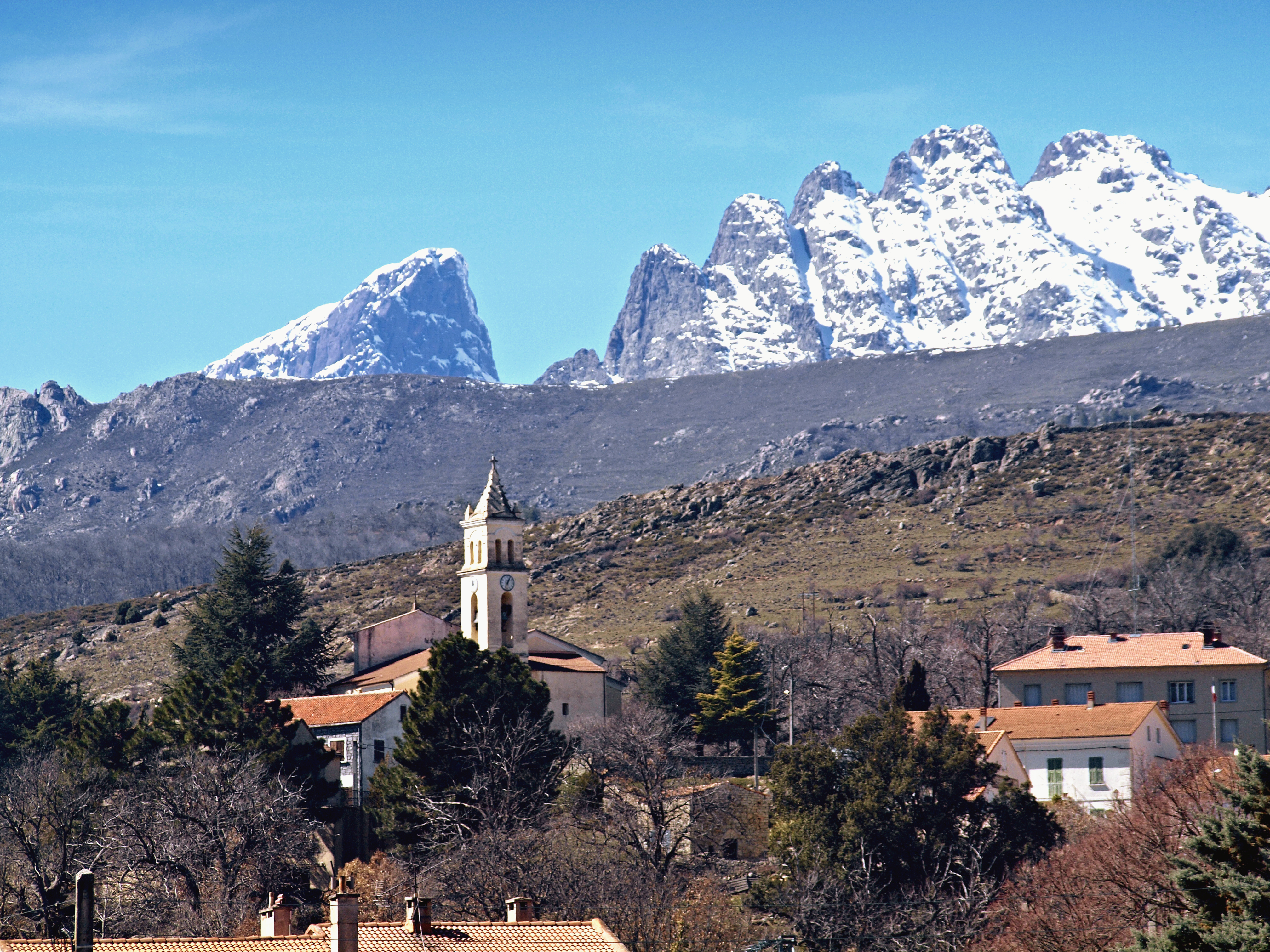
Calacuccia.
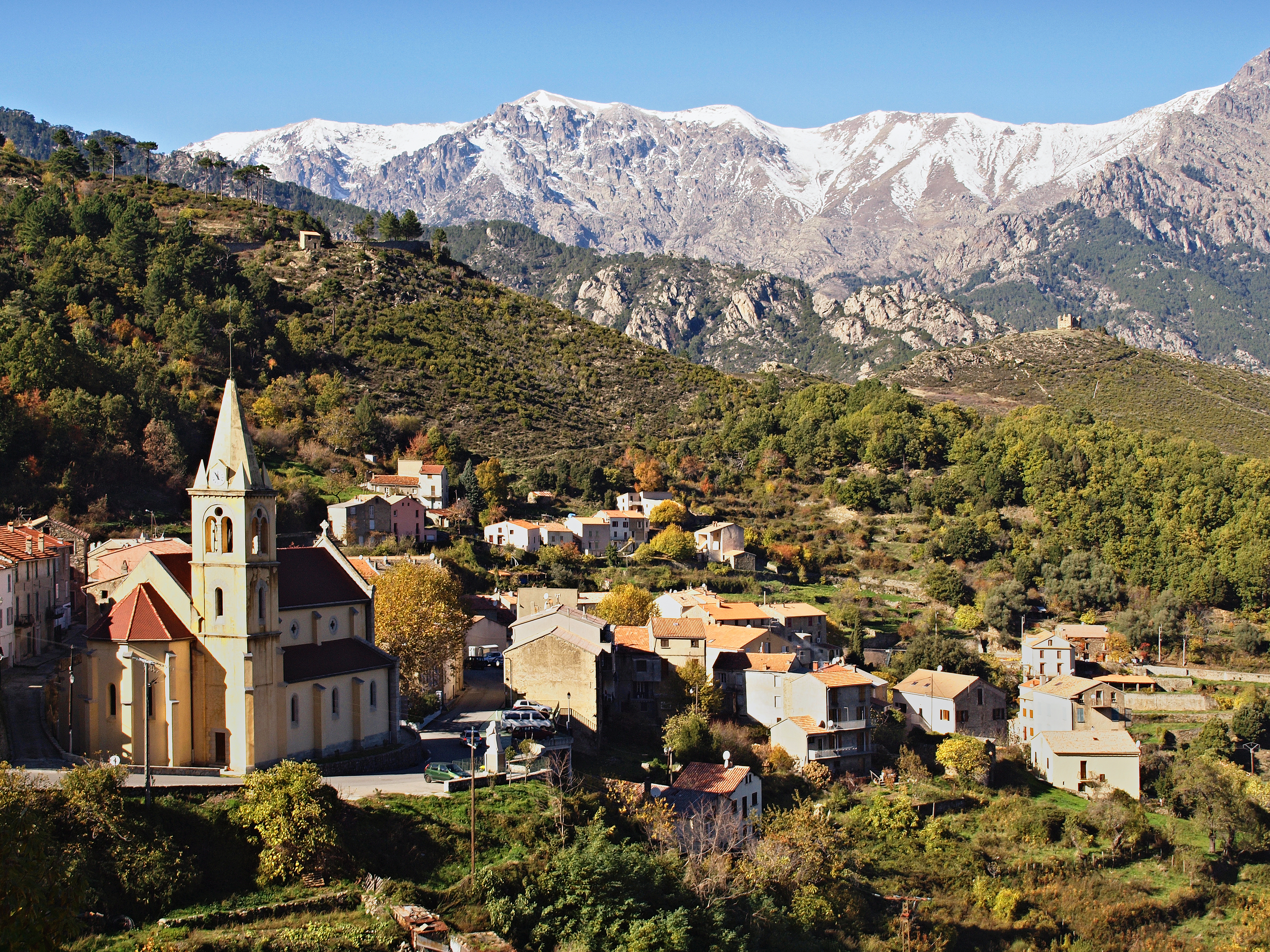
Gatti-di-Vivario.
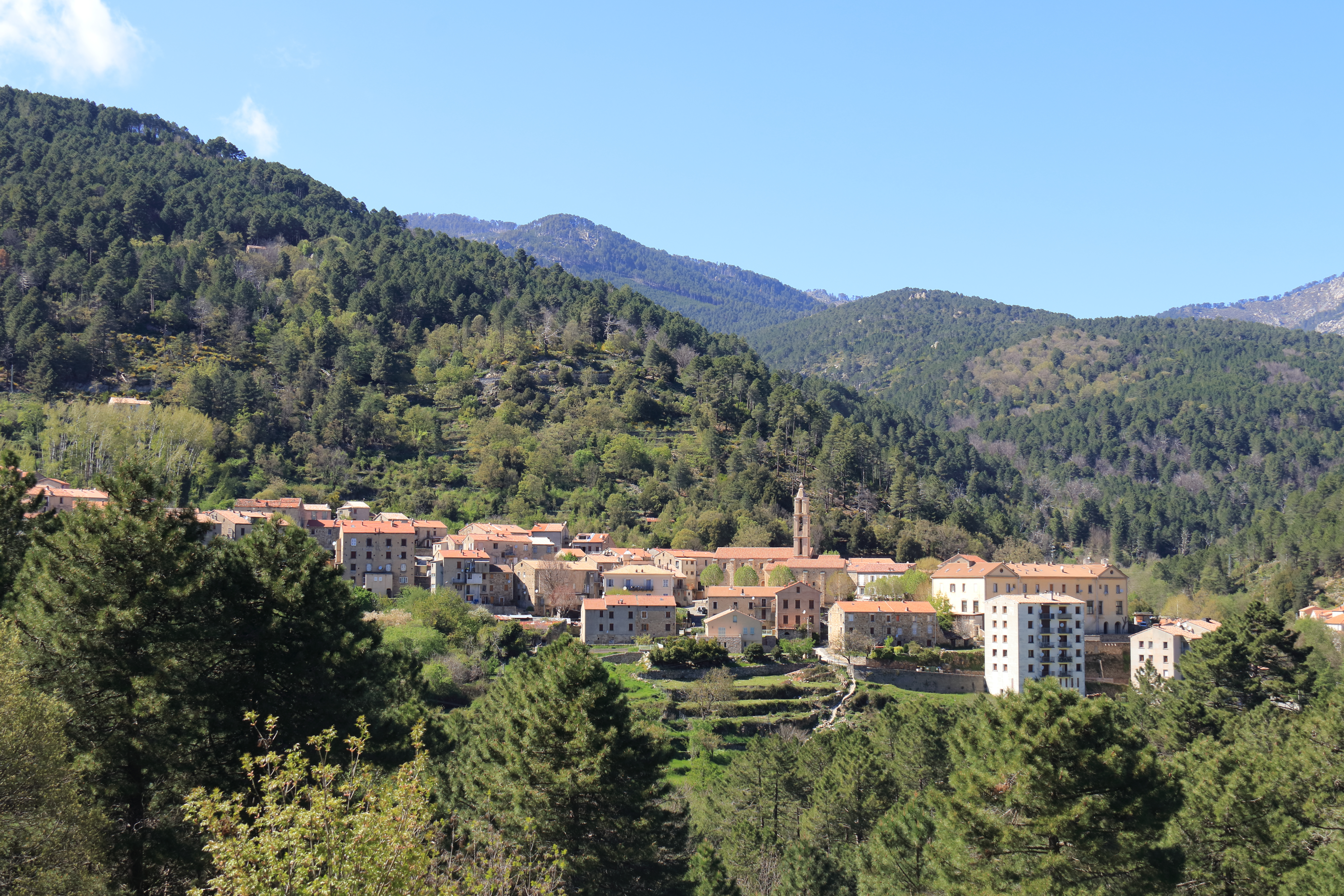
Ghisoni.
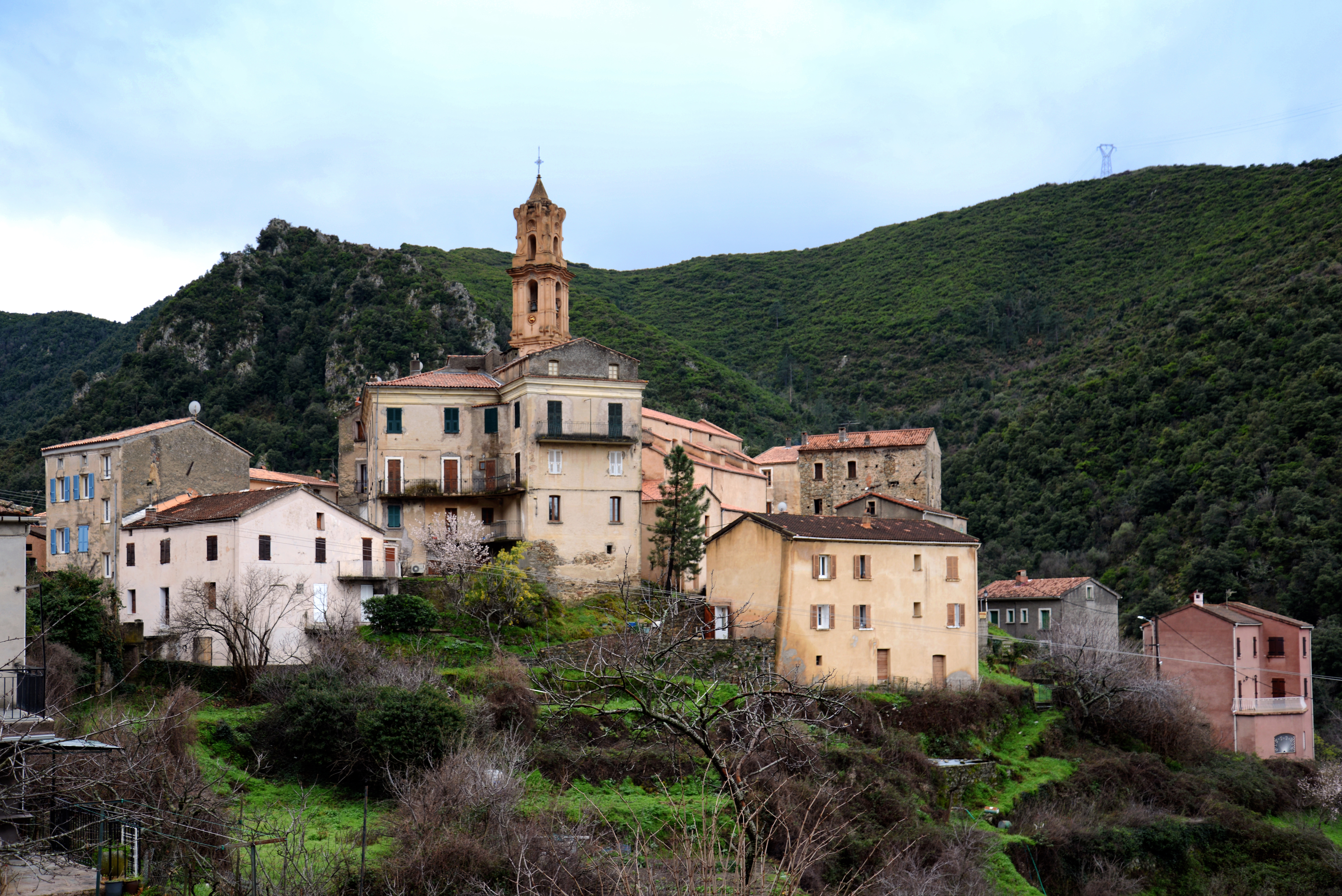
Omessa.
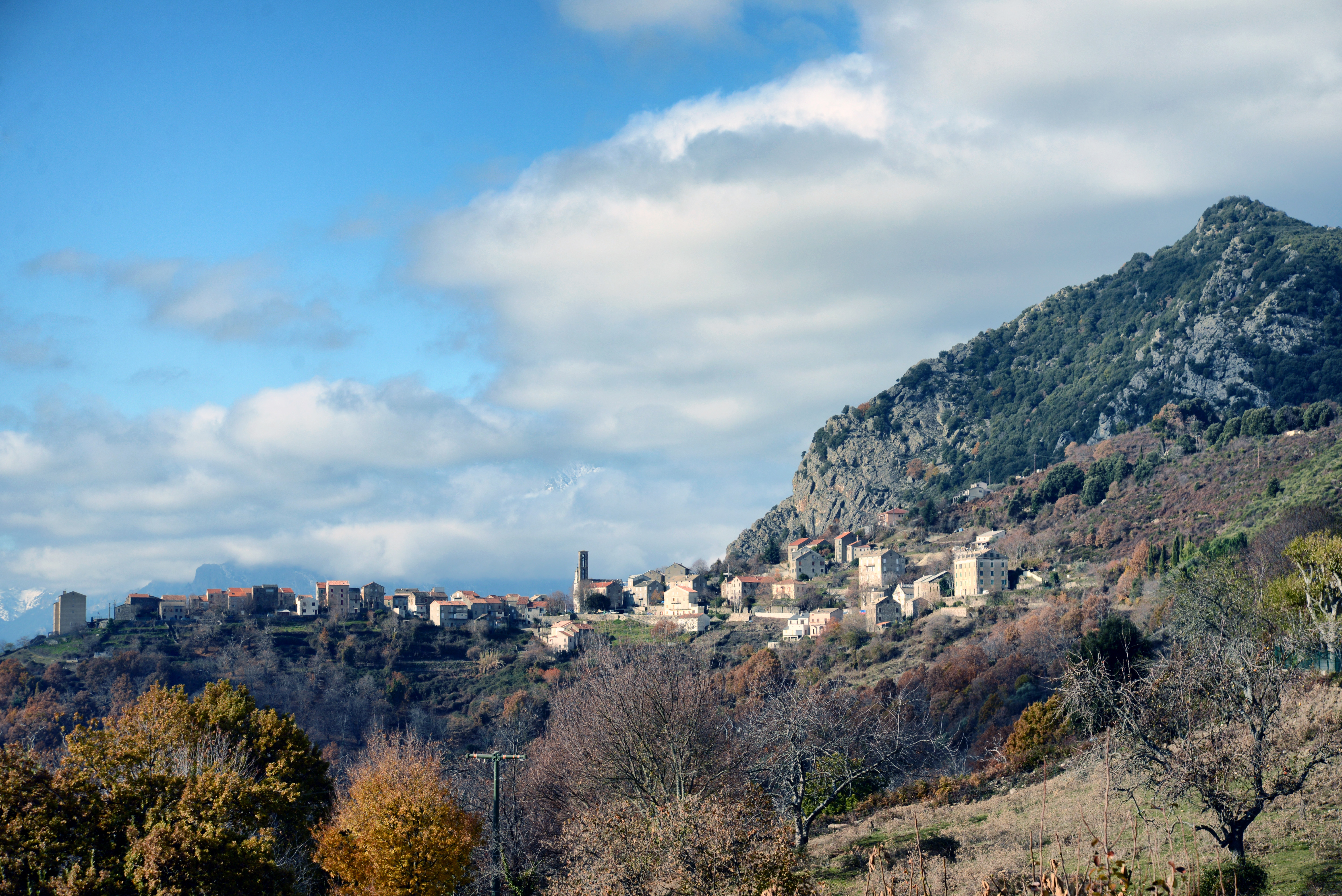
Piedicorte-di-Gaggio.
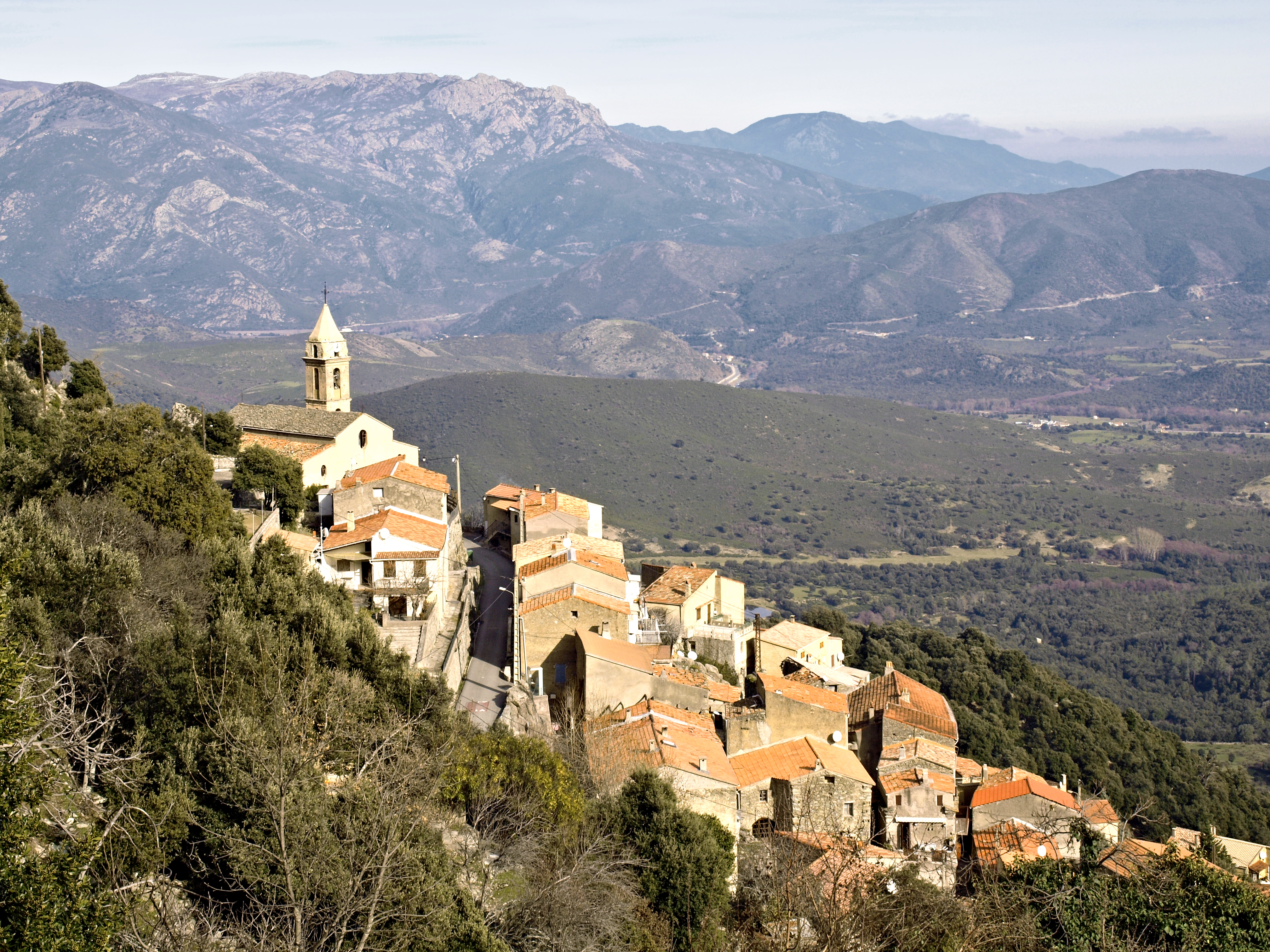
Prato-di-Giovellina.
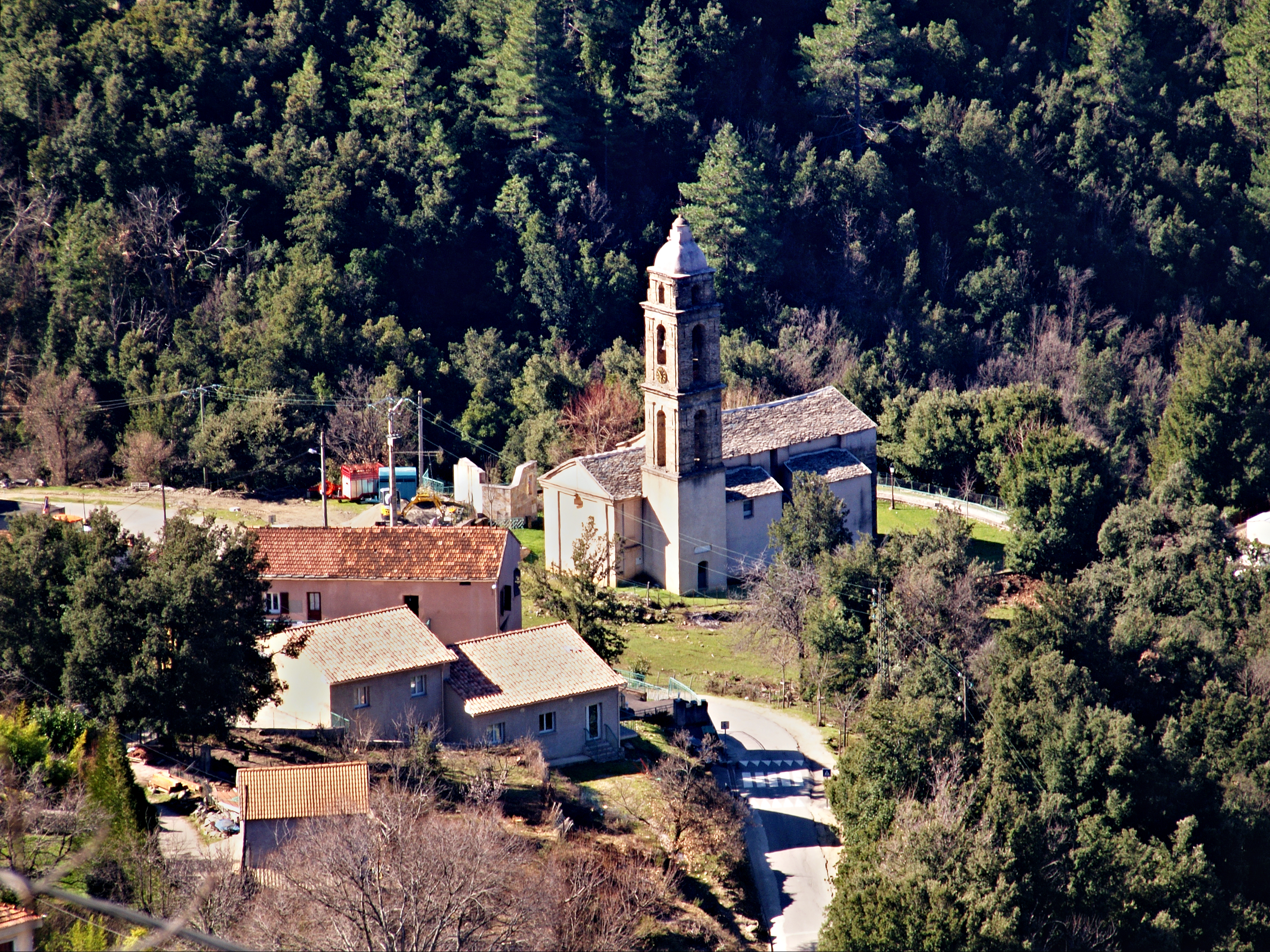
San-Lorenzo.
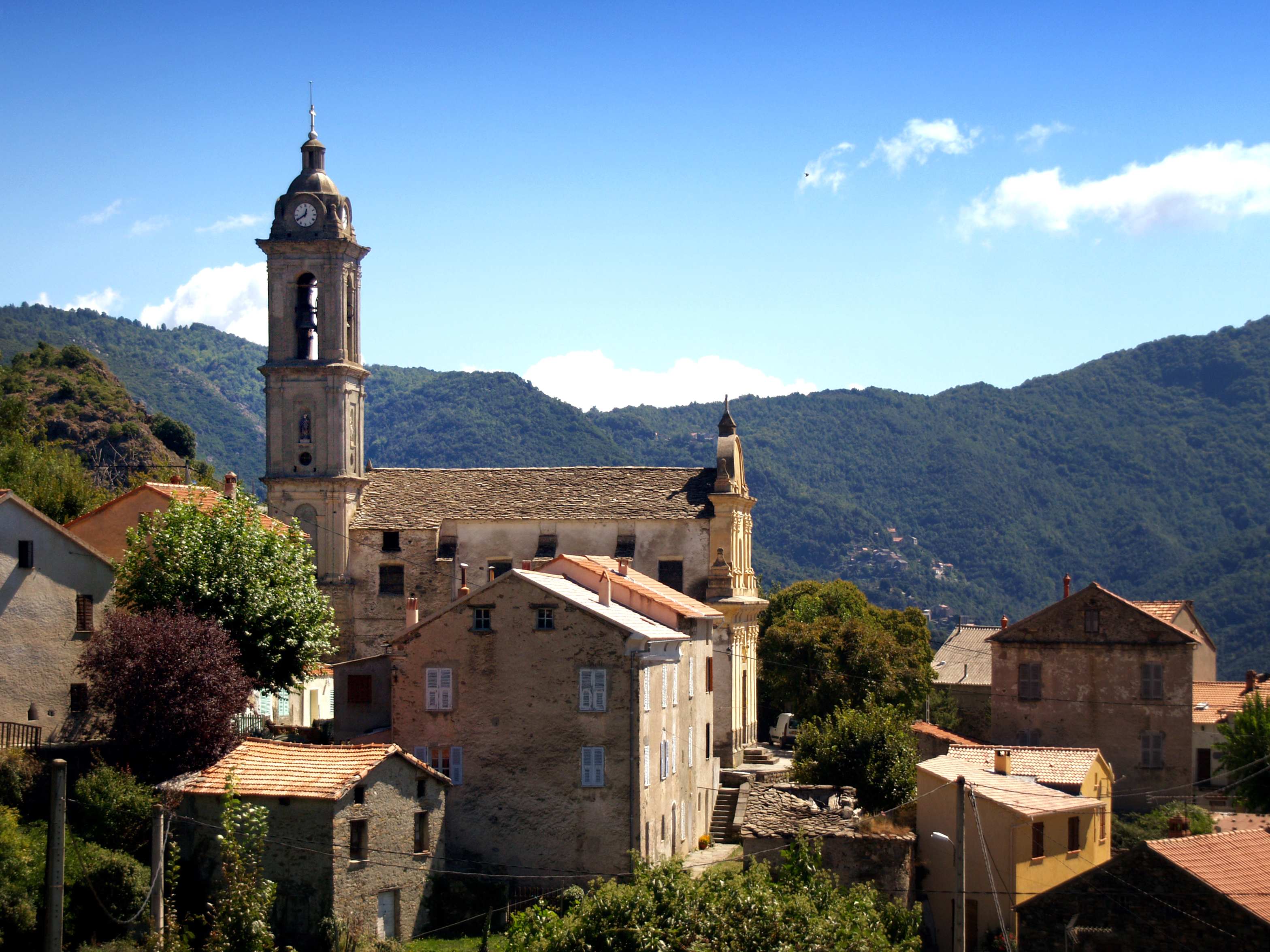
Sermano.
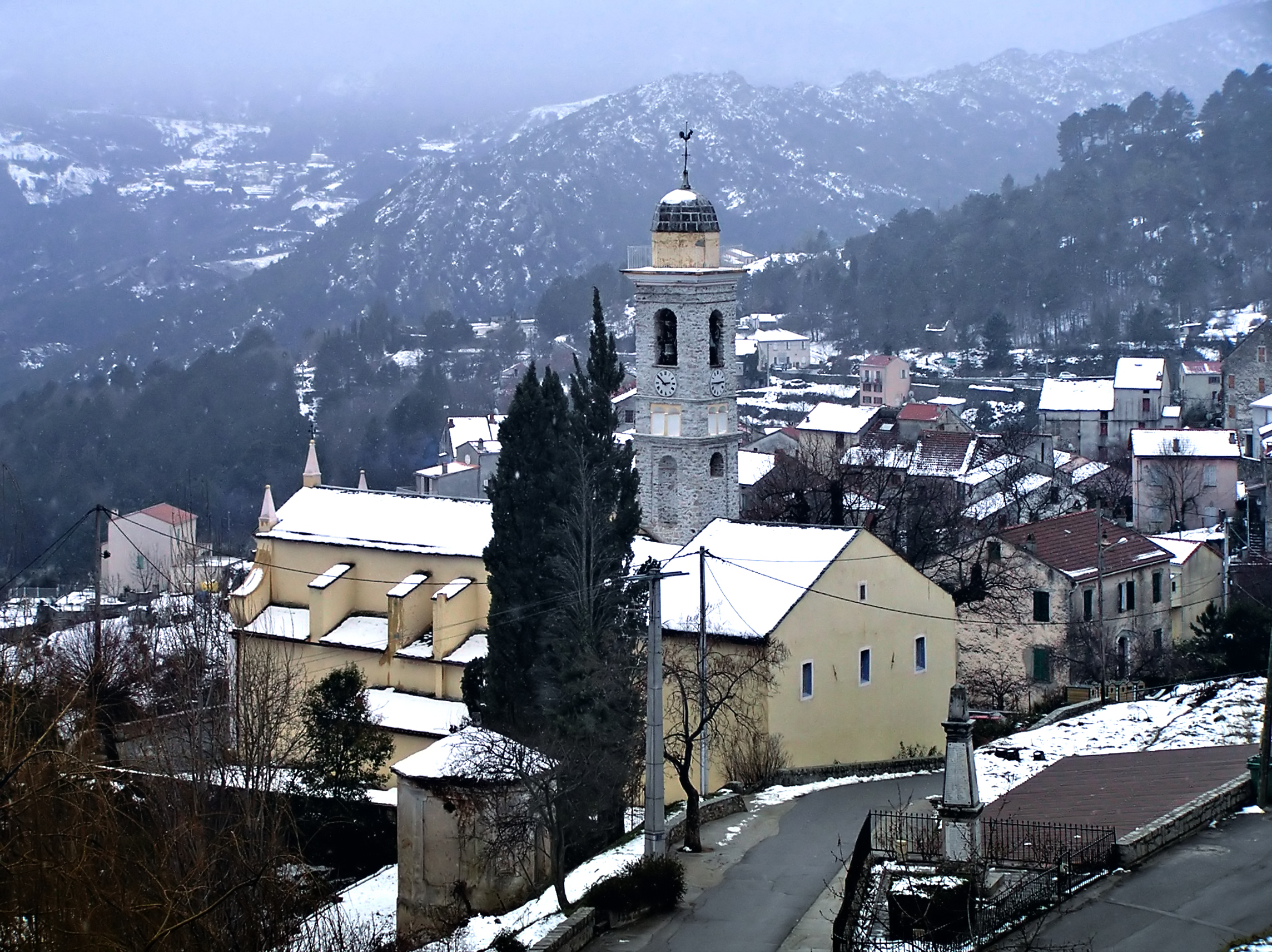
Serraggio.

## Toponymie
Le Cortenais tient son nom de la ville de Corte. Il est appelé Curtinese en corse (prononcé [kurtiˈnɛːzɛ]) et Cortenese en italien (prononcé /korteˈnese/).

## Histoire

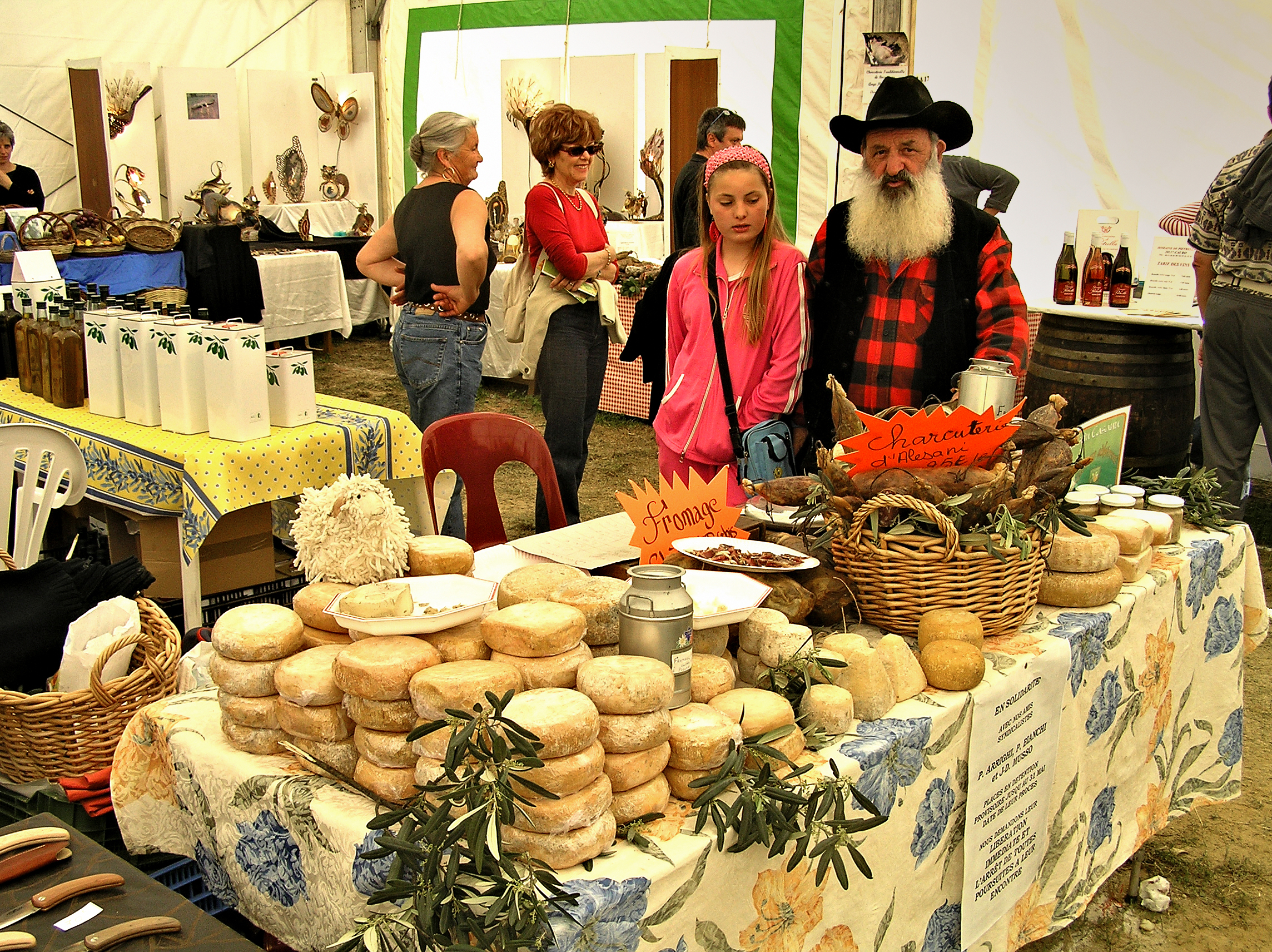
A fiera di u Casgiu

## Économie
Le Cortenais est traditionnellement une terre de grande tradition pastorale, même si de nos jours l'agro-pastoralisme marque un fort déclin. Le Niolo et le Venaco sont des fromages produits dans cette aire géographique. Une foire du fromage se déroule chaque année à Serraggio durant un week-end de mai.
Le tourisme constitue un atout de ce territoire. Le riche passé historique de la ville de Corte surprend et séduit. Citadelle et Musée de la Corse viennent compléter un remarquable patrimoine naturel composé de hautes montagnes, gorges de la Restonica et lacs (Melo, Capitello, Goria). Alentour, les flancs des montagnes abritent des villages forteresses tels Alando, Bustanico, Sermano, où les chapelles romanes sont preuves d'un remarquable patrimoine architectural et religieux d'exception, hérité du Moyen Âge.